# Jafanapatão
Pronunciação
Jafanapatão (em tâmil: யாழ்ப்பாணம்; romaniz.: Yāḻppāṇam; em cingalês: යාපනය; romaniz.: Yāpanaya; em inglês: Jaffna) é uma cidade do norte do Seri Lanca. Fica na península de Jafanapatão.

## Ver também

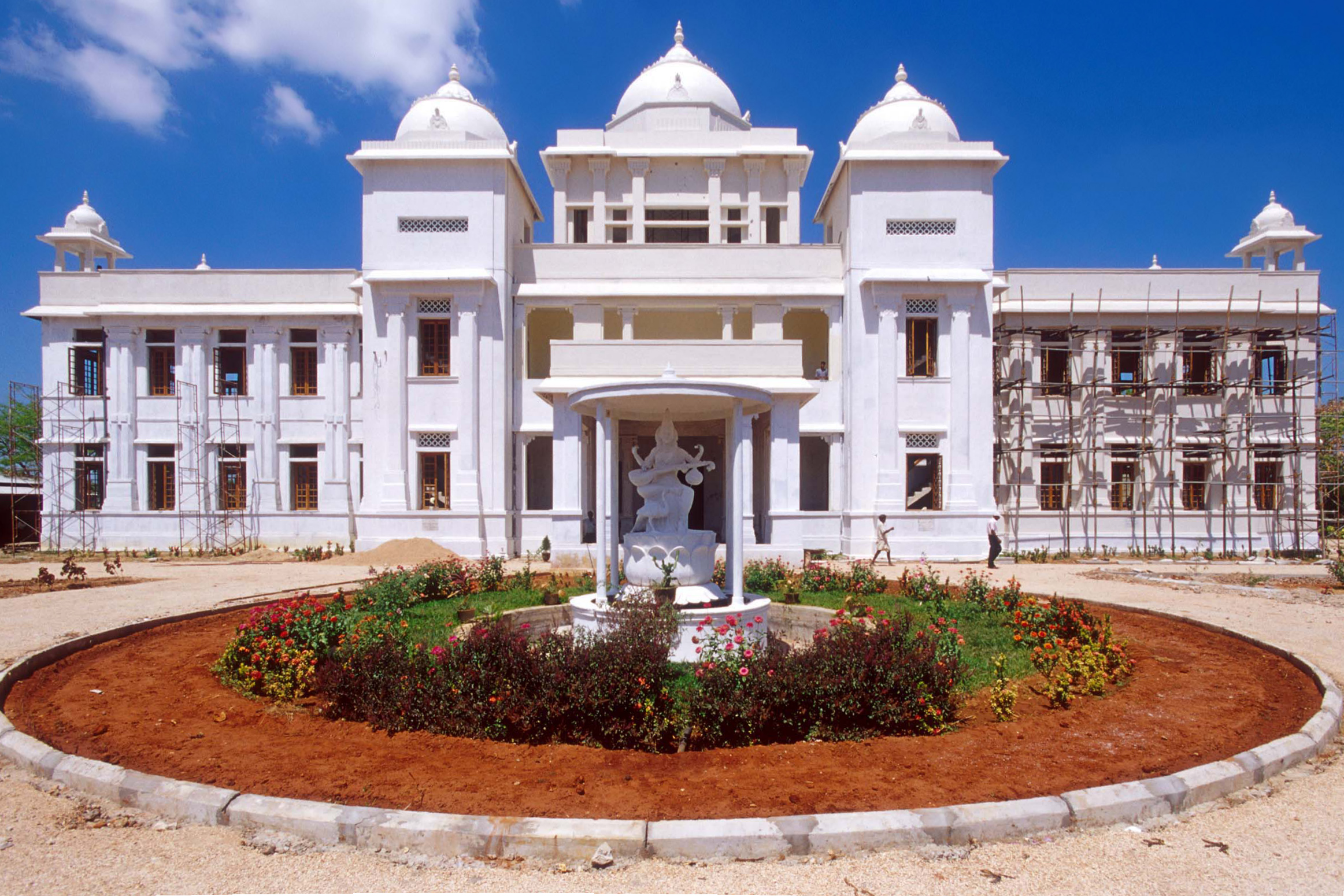
Biblioteca Pública de Jafanapatão